# Ledererhäusl (Bad Leonfelden)

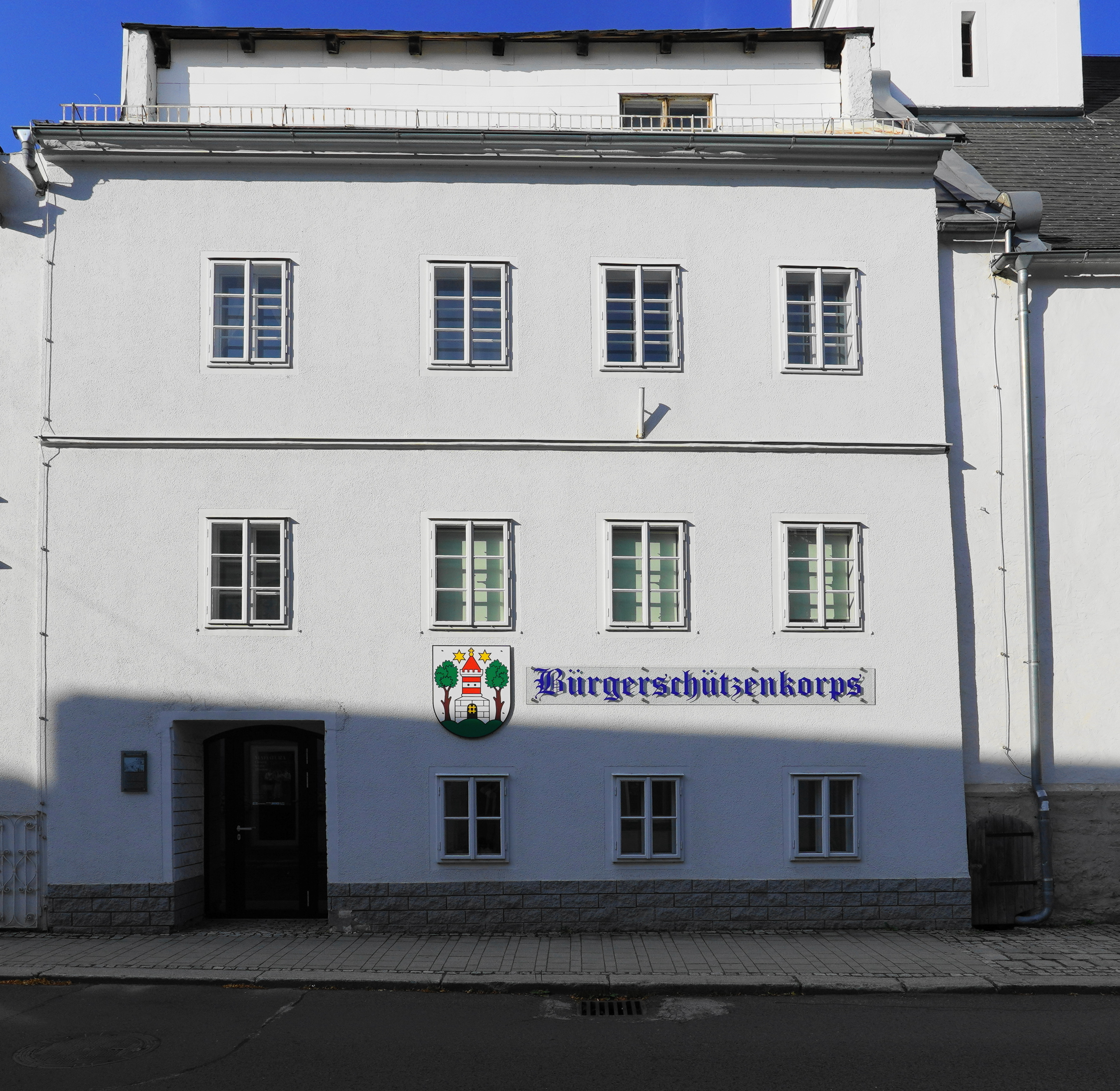
Ledererhäusl

Das Ledererhäusl in der Stadt Bad Leonfelden in Oberösterreich liegt in der Leonfeldner Altstadt und steht unter Denkmalschutz (Listeneintrag).

## Lage

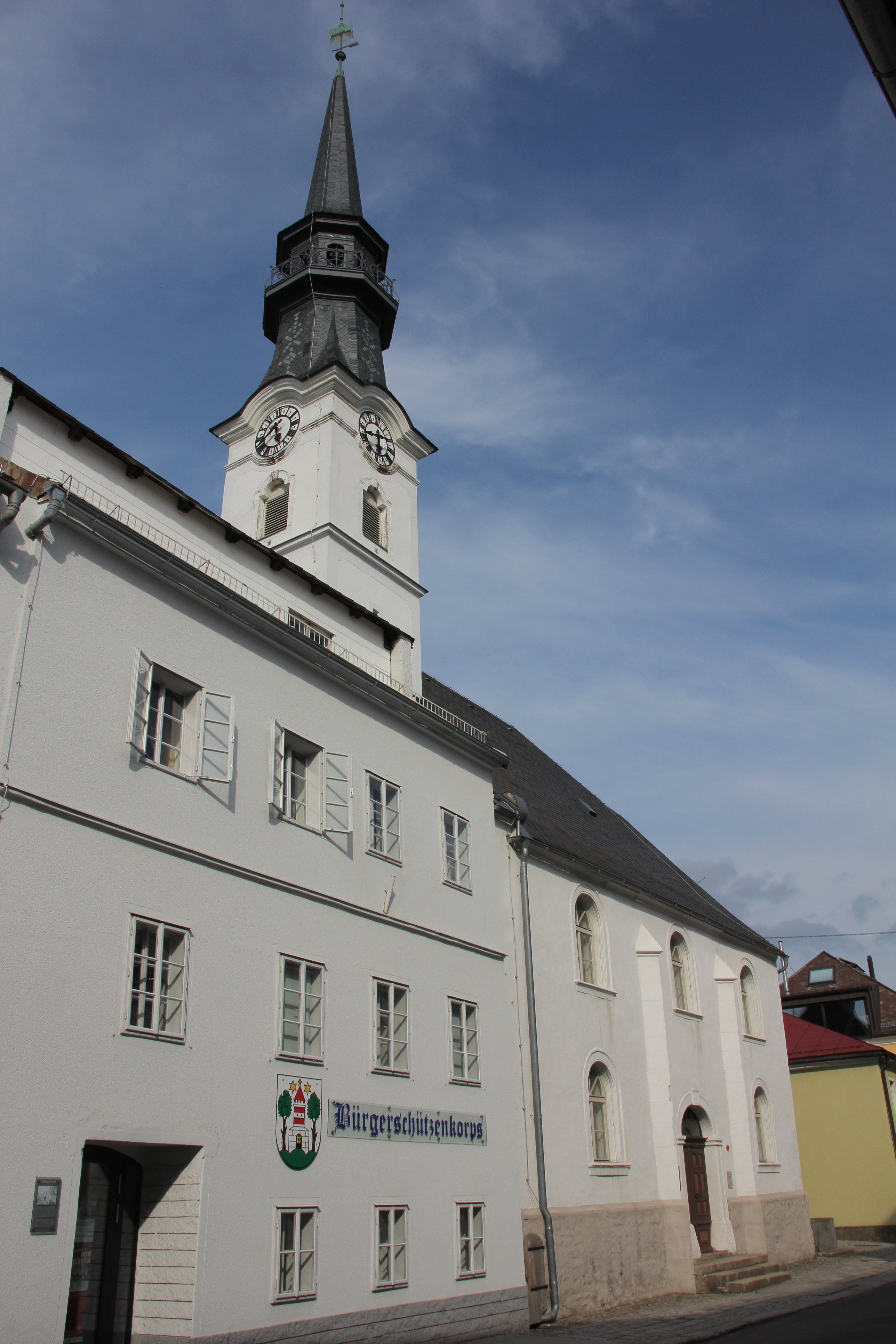
Ledererhäusl mit angrenzender Bürgerspitalkirche

Das Ledererhäusl befindet sich zwischen dem Leopold-Forstner-Geburtshaus und der ehemaligen Spitalkirche am Beginn der Linzer Straße, die vom Hauptplatz zum Standort des ehemaligen Linzer Tors führt, das ein Teil der Marktbefestigung von Leonfelden war.
Das Ledererhäusl darf nicht mit dem Ledererhaus am Hauptplatz Nr. 16 (vormals Leonfelden Nr. 51) verwechselt werden, wo ebenfalls „Lederer“ wohnten.

## Geschichte
Laut dem Grundbuch von 1794 waren am Ledererhäusl mit der alten Adresse Leonfelden Nr. 54 die drei Gewerbe festgeschrieben: „Lederer, die Hutmacher- und die Schankgerechtigkeit“. Besitzer waren damals Leopold und Clara Wittigschlager. Deren Nachfolger Johann und Theresia Wittigschlager übernahmen 1810 das Haus und erwarben im selben Jahr den Ledigen Stadl auf der Pfarrerleiten, wo vermutlich die Gerberei außerhalb der Marktmauern betrieben wurde. Die nächsten Eigentümer waren ab 1849 Ignaz und Juliane Friesenegger. Im Grundbuch von 1880 ist der Name „Ledererhäusl“ verzeichnet.
Beim großen Marktbrand am 10. April 1892 wurde das Ledererhäusl ebenso wie fast alle Markthäuser ein Raub der Flammen. Der Kaufmann Ludwig Eybl, Besitzer des benachbarten Forstnerhauses, erwarb das Ledererhäusl im Jahr 1905. Seither ist die Reihenfolge der Inhaber völlig identisch mit der des benachbarten Forstnerhauses:
- ab 1905: Ludwig Eybl senior
- ab 1946: Ludwig Eybl junior, Hildegard Tanzer
- ab 1947: Ludwig Eybl junior, Hildegard Traxlmayr
- ab 1955: Hildegard Traxlmayr
- ab 1982: Ingrid Leitner, Waltraud Eybl
- ab 2002: Waltraud Eybl, Lorin Leitner
- seit 2007: Stadtgemeinde Bad Leonfelden

Nachdem die Stadtgemeinde das Ledererhäusl gemeinsam mit dem benachbarten Forstnerhaus erworben hatte, erfolgte eine Innen- und Außenrenovierung. Im Jahr 2013 war hier ein Standort der Oberösterreichischen Landesausstellung, die unter dem Motto „Alte Spuren – Neue Wege“ in Bad Leonfelden, Český Krumlov (Krumau), Freistadt und Vyšší Brod (Hohenfurth) veranstaltet wurde.

## Beschreibung
Das dreigeschoßige Gebäude hat eine schlichte Fassade. Seit dem Marktbrand 1892 verläuft der Dachfirst parallel zur Straße, und das Dach schließt mit Feuerschutzmauern an die benachbarten Gebäude an. Vor 1892 hatten die Gebäude des Marktes Ziergiebel mit einem nach hinten verlaufenden Dachfirst, wodurch sich Brände leichter verbreiteten und immer wieder erhebliche Schäden durch Löschwasser und nachfolgende Regenfälle eintraten.

## Nutzung
Der Gebäudekomplex, der aus den denkmalgeschützten Gebäuden Forstnerhaus, Ledererhäusl und ehemalige Spitalkirche besteht, wird als Informations- und Veranstaltungszentrum genutzt.
Seit 2014 ist das Ledererhäusl auch die Heimstätte des im Jahr 1996 wieder errichteten „Privilegierten, uniformierten Bürgerschützenkorps der Stadtgemeinde Bad Leonfelden“.